# Glassheart
«Glassheart» (англ. СклянеСерце) — третій студійний альбом британської співачки Леони Льюїс. В Ірландії альбом вийшов 12 жовтня 2012, у Великій Британії — 15 жовтня 2012. Платівка випустила два сингли — «Trouble» і «Lovebird». Розширене видання містить сингл «Collide».

## Список пісень
| Glassheart – Стандартне видання | Glassheart – Стандартне видання      | Glassheart – Стандартне видання |
| #                               | Назва                                | Тривалість                      |
| ------------------------------- | ------------------------------------ | ------------------------------- |
| 1.                              | «Trouble»                            | 3:41                            |
| 2.                              | «Un Love Me»                         | 4:12                            |
| 3.                              | «Lovebird»                           | 3:32                            |
| 4.                              | «Come Alive»                         | 4:03                            |
| 5.                              | «Fireflies»                          | 3:55                            |
| 6.                              | «I to You»                           | 3:18                            |
| 7.                              | «Shake You Up»                       | 3:40                            |
| 8.                              | «Stop the Clocks»                    | 4:01                            |
| 9.                              | «Favourite Scar»                     | 3:36                            |
| 10.                             | «When It Hurts»                      | 3:12                            |
| 11.                             | «Glassheart»                         | 3:56                            |
| 12.                             | «Fingerprint»                        | 4:07                            |
| 13.                             | «Trouble» (разом з Childish Gambino) | 3:42                            |
| 48:51                           |                                      |                                 |

| Glassheart – Розширене видання | Glassheart – Розширене видання | Glassheart – Розширене видання |
| #                              | Назва                          | Тривалість                     |
| ------------------------------ | ------------------------------ | ------------------------------ |
| 1.                             | «Trouble» (акустік)            | 3:43                           |
| 2.                             | «Come Alive» (акустік)         | 4:25                           |
| 3.                             | «Glassheart» (акустік)         | 3:46                           |
| 4.                             | «Colorblind»                   | 3:22                           |
| 5.                             | «Sugar»                        | 3:36                           |
| 6.                             | «Collide» (ремікс Afrojack)    | 5:54                           |
| 24:44                          |                                |                                |

## Чарти
| Чарт (2012-13)          | Місце |
| ----------------------- | ----- |
| Australian Albums Chart | 5     |
| Dutch Albums Chart      | 57    |
| German Albums Chart     | 6     |
| Irish Albums Chart      | 4     |
| Scottish Albums Chart   | 3     |
| South Korean Chart      | 13    |
| Spanish Albums Chart    | 54    |
| Swiss Albums Chart      | 29    |
| UK Albums Chart         | 3     |

## Продажі
| Країна         | Сертифікат | Сертифікація (таблиця продажів та сертифікатів) |
| -------------- | ---------- | ----------------------------------------------- |
| Британія (BPI) | Срібло     | +60,000                                         |

## Історія релізів
| Країна          | Дата              | Формат                   | Видання               | Лейбл                    |
| --------------- | ----------------- | ------------------------ | --------------------- | ------------------------ |
| Ірландія        | 12 жовтня 2012    | CD, цифрове завантаження | стандартне, розширене | Sony Music Entertainment |
| Велика Британія | 15 жовтня 2012    | CD, цифрове завантаження | стандартне, розширене | Syco Music, Sony Music   |
| Італія          | 5 листопада 2012  | CD, цифрове завантаження | стандартне            | Sony Music Entertainment |
| Бельгія         | 23 листопада 2012 | CD, цифрове завантаження | стандартне            | Sony Music Entertainment |
| Нідерланди      | 23 листопада 2012 | CD, цифрове завантаження | стандартне            | Sony Music Entertainment |
| Норвегія        | 23 листопада 2012 | CD, цифрове завантаження | стандартне            | Sony Music Entertainment |
| Швейцарія       | 23 листопада 2012 | CD, цифрове завантаження | стандартне            | Sony Music Entertainment |
| Франція         | 26 листопада 2012 | CD, цифрове завантаження | стандартне, розширене | Sony Music Entertainment |
| Іспанія         | 27 листопада 2012 | CD, цифрове завантаження | стандартне, розширене | Sony Music Entertainment |
| Данія           | 28 листопада 2012 | CD, цифрове завантаження | розширене             | Sony Music Entertainment |
| Фінляндія       | 28 листопада 2012 | CD, цифрове завантаження | стандартне, розширене | Sony Music Entertainment |
| Швеція          | 28 листопада 2012 | CD, цифрове завантаження | стандартне, розширене | Sony Music Entertainment |
| Австралія       | 30 листопада 2012 | CD, цифрове завантаження | стандартне, розширене | Sony Music Entertainment |
| Німеччина       | 11 січня 2013     | CD, цифрове завантаження | розширене             | Sony Music Entertainment |
| Португалія      | 28 січня 2013     | CD, цифрове завантаження | стандартне, розширене | Sony Music Entertainment |